# Mnium venustum
Mnium venustum là một loài Rêu trong họ Mniaceae. Loài này được Mitt. mô tả khoa học đầu tiên năm 1856.